# Fiordo Kangaamiut Kangerluarsuat
El fiordo Kangaamiut Kangerluarsuat (ortografía antigua: Kangâmiut Kangerdluarssuat) es un fiordo en el municipio de Qeqqata en el oeste de Groenlandia, ubicada en 66°00′10″N 52°52′45″O / 66.00278, -52.87917. El fiordo está situado a medio camino entre los tramos inferiores del largo fiordo Kangerlussuaq en el norte y el fiordo Kangerlussuatsiaq en el sur, que desembocan en el estrecho de Davis.

## Geografía

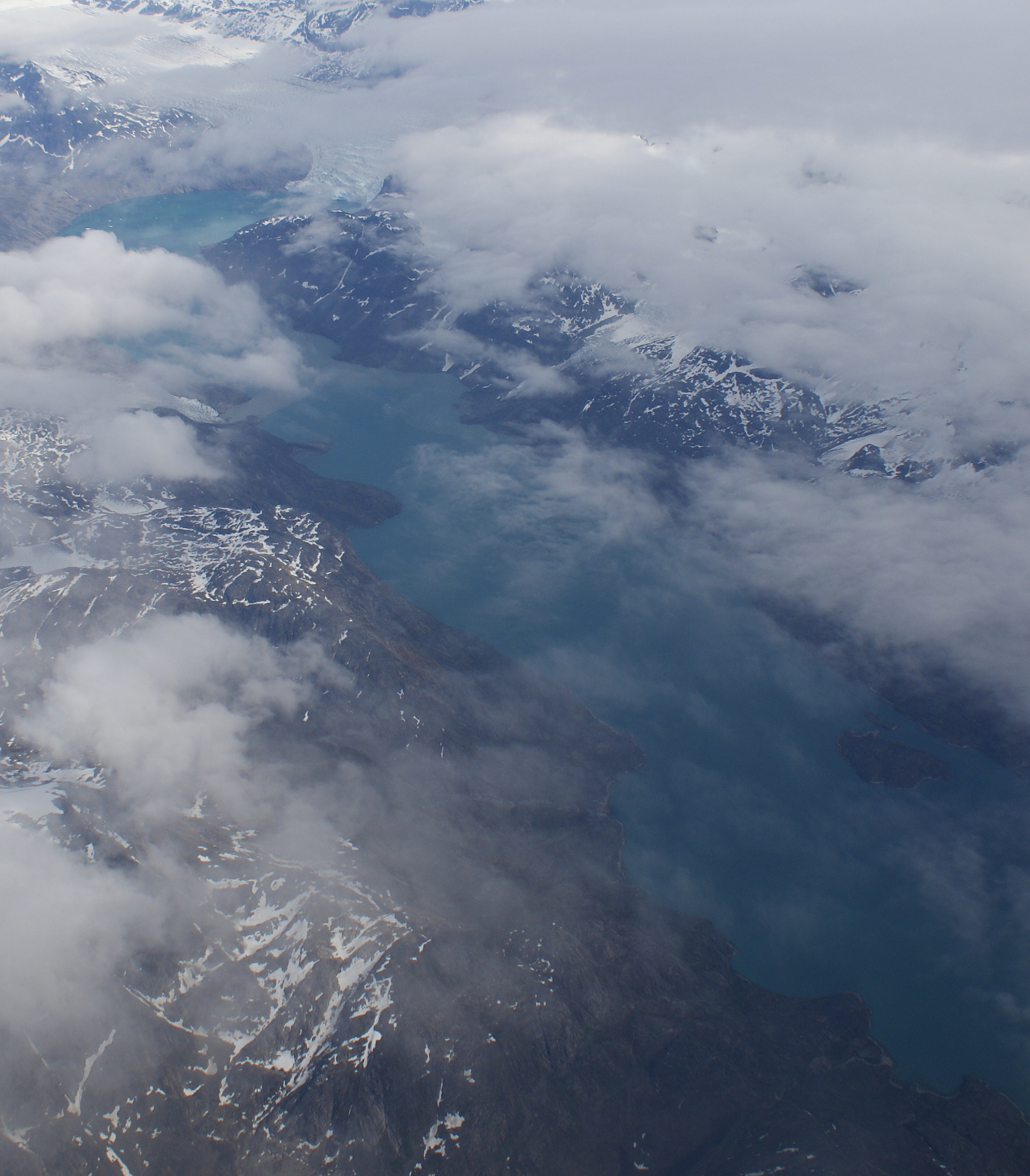
Vista aérea de la sección media y superior del fiordo.

La cabecera del fiordo está formada por el corto fiordo helado de Illorlersuaq que fluye desde la marea del glaciar Sermitsiaq que drena la capa de hielo de Maniitsoq, ahora separada de la capa de hielo de Groenlandia (groenlandés: Sermersuaq).El fiordo fluye hacia el suroeste y se abre hacia el estrecho de Davis, cuya desembocadura está salpicada de varios arrecifes.

## Asentamiento
Kangaamiut es el único asentamiento de los alrededores, situado en una pequeña isla al sur de la desembocadura del fiordo.